# Mathieu Burgaudeau
Mathieu Burgaudeau (* 17. listopadu 1998) je francouzský profesionální silniční cyklista jezdící za UCI ProTeam Team TotalEnergies. V srpnu 2020 byl jmenován na startovní listině Tour de France 2020.

## Hlavní výsledky
2015
Tour du Pays de Vaud
 vítěz vrchařské soutěže
2016
4. místo Kuurne–Brusel–Kuurne Juniors
Tour du Valromey
7. místo celkově
vítěz etap 1 a 4
Aubel–Thimister–La Gleize
7. místo celkově
 vítěz bodovací soutěže
8. místo Chrono des Nations Juniors
2017
Tour de Gironde
3. místo celkově
 vítěz soutěže mladých jezdců
2018
3. místo Gent–Wevelgem U23
Le Triptyque des Monts et Châteaux
10. místo celkově
2019
Mistrovství světa
9. místo silniční závod do 23 let
2021
3. místo Coppa Sabatini
3. místo Boucles de l'Aulne
7. místo Classic Loire Atlantique
8. místo Paříž–Troyes
8. místo Memorial Marco Pantani
2022
Paříž–Nice
vítěz 6. etapy
2. místo Tour du Doubs
Étoile de Bessèges
5. místo celkově
10. místo La Drôme Classic
2023
2. místo Bretagne Classic
6. místo Grand Prix du Morbihan
10. místo Coppa Sabatini

### Výsledky na Grand Tours
| Grand Tour      | 2020 | 2021 | 2022 | 2023 | 2024 |
| --------------- | ---- | ---- | ---- | ---- | ---- |
| Giro d'Italia   | —    | —    | —    | —    | —    |
| Tour de France  | 131  | —    | 67   | 31   | 63   |
| Vuelta a España | —    | —    | —    | —    |      |

| —   | Nezúčastnil se |
| DNF | Nedokončil     |